# Salarias sexfilum
Salarias sexfilum är en fiskart som beskrevs av Günther, 1861. Salarias sexfilum ingår i släktet Salarias och familjen Blenniidae. Inga underarter finns listade i Catalogue of Life.